# Ängsmossetjärnarna-Gällsjöhöjden
Ängsmossetjärnarna-Gällsjöhöjden este o arie protejată (sit de importanță comunitară — SCI) din Suedia întinsă pe o suprafață de 510,46 ha, integral pe uscat.

## Localizare
Centrul sitului Ängsmossetjärnarna-Gällsjöhöjden este situat la coordonatele 59°27′25″N 14°38′11″E / 59.45695°N 14.636251°E.

## Înființare
Situl Ängsmossetjärnarna-Gällsjöhöjden a fost declarat sit de importanță comunitară în septembrie 2021 pentru a proteja un număr necunoscut de specii din flora spontană și fauna sălbatică aflate în arealul zonei.

## Biodiversitate
Situată în ecoregiunea boreală, aria protejată conține 3 habitate naturale: Taiga vestică, Mlaștini turboase de tranziție și turbării mișcătoare, Lacuri și iazuri distrofice naturale.
La baza desemnării sitului se află un număr nedeclarat de specii protejate.